# Кеннет (річка)

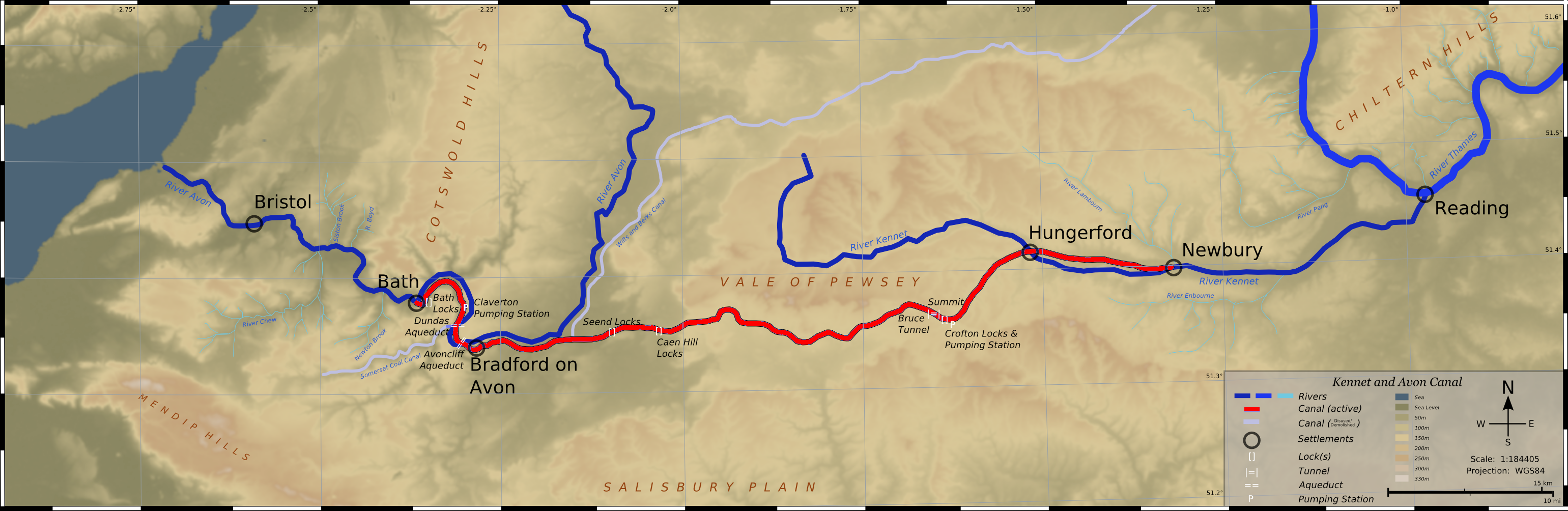

Кеннет (англ. Kennet) — річка на півдні Англії, права притока Темзи.
Довжина річки — 72 км, площа басейну — 1164 км². Витоки Кеннета знаходяться в графстві Вілтшир біля кургану Сілбері-Хілл. У верхній течії річка протікає в південному напрямку, потім повертає на схід і далі протікає переважно в східному напрямку. Впадає Кеннет в Темзу в місті Редінг (Беркшир). Великі притоки в річки відсутні, але в Кеннет впадає безліч маленьких річок та струмків. Кеннет — найбільша притока Темзи за середньорічною витратою води і третя по довжині після річок Вей (140 км) і Моул (80 км).
Найбільші населені пункти на річці — Мальборо, Хангерфорд, Ньюбері.
Кеннет з'єднує річкові системи Темзи і Ейвона каналом Кеннет — Ейвон завдовжки 140 км між містами Бат (Сомерсет) і Ньюбері (Беркшир). Також річка каналізована в нижній течії для судноплавства.

## Галерея

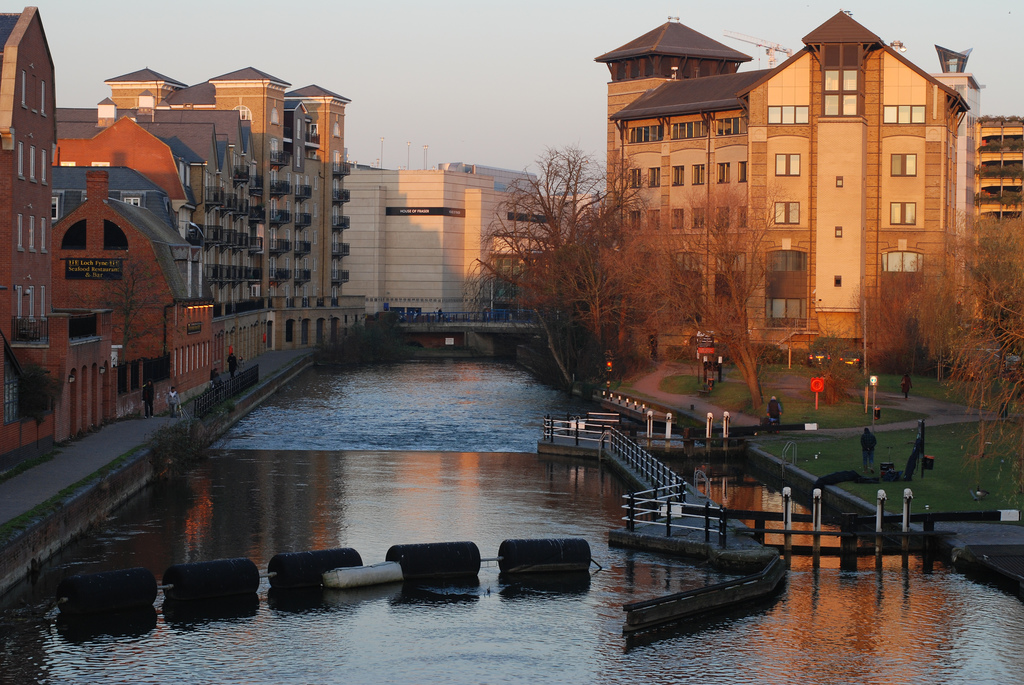
Шлюз у Редінгу
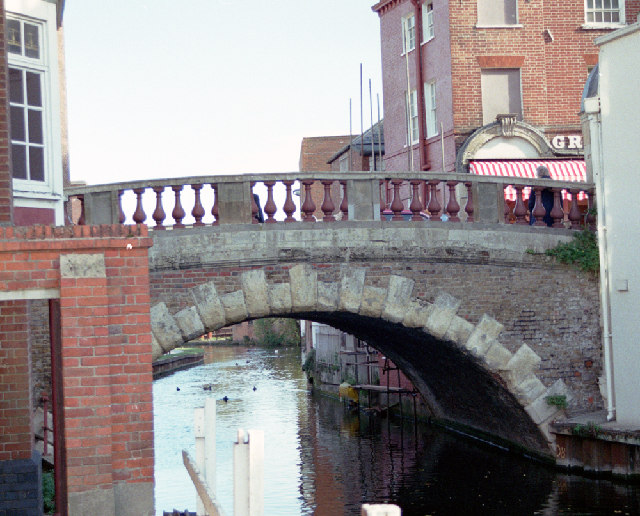
Міст через Кеннет у Ньюбері
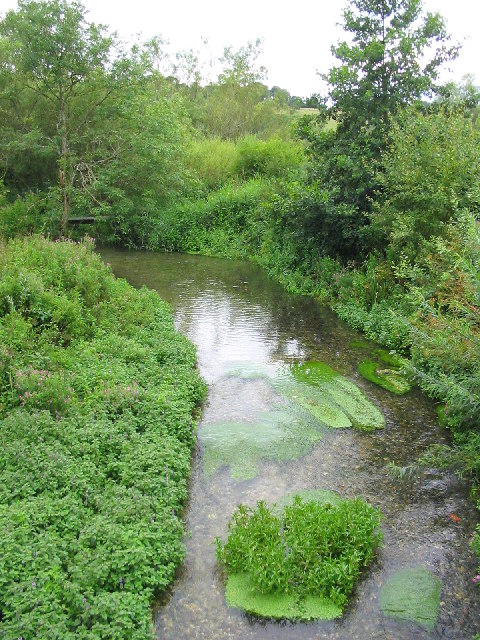
Кеннет у верхів'ях
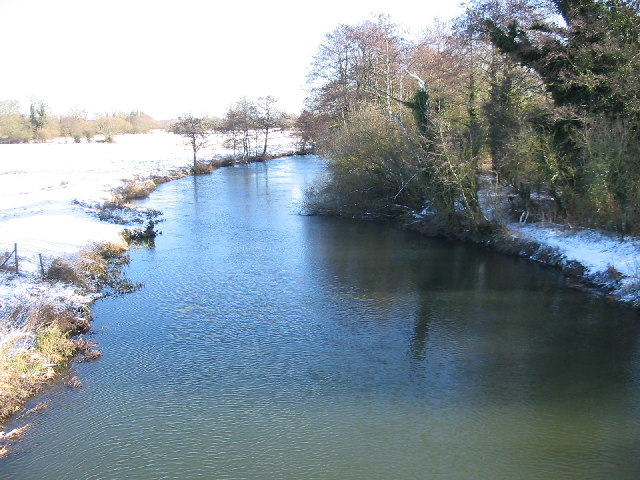
Кеннет взимку